# クリント・マティス
クリント・マティス（Clint Mathis、1976年11月25日 - ）は、アメリカ合衆国の元サッカー選手。元アメリカ代表。ポジションはミッドフィールダー。

## 来歴
1998年にアメリカ代表デビュー。2002 CONCACAFゴールドカップでは3試合に出場、優勝した。2002 FIFAワールドカップにも出場、グループステージ2戦目・韓国戦では先制点を決めた。2005年までに46試合に出場、12得点をあげた。

## 代表歴

### 出場大会
- アメリカ代表
  - 2002 FIFAワールドカップ

### 試合数
- 国際Aマッチ 46試合 12得点（1998年-2005年）[1]

| アメリカ代表 | 国際Aマッチ | 国際Aマッチ |
| 年           | 出場        | 得点        |
| ------------ | ----------- | ----------- |
| 1998         | 1           | 0           |
| 1999         | 2           | 0           |
| 2000         | 2           | 1           |
| 2001         | 6           | 2           |
| 2002         | 15          | 7           |
| 2003         | 12          | 1           |
| 2004         | 6           | 0           |
| 2005         | 2           | 1           |
| 通算         | 46          | 12          |